# Kotlina Suchego Potoku
Kotlina Suchego Potoku – niewielka, wąwozowata dolinka w masywie Babiej Góry w Beskidzie Żywiecko-Orawskim. Znajduje się pod północnymi stokami Diablaka, Pośredniego Grzbietu i Kościółków. Dolinka jest pochodzenia lodowcowego; dawniej była łożyskiem lodowca, ale późniejsze osuwiska skalne zmieniły jej kształt.
Kotlinkę Suchego Potoku porasta kosodrzewina, wśród której rosną karłowate świerki, wierzba śląska, porzeczka skalna, wawrzynek wilczełyko, a w dolnej części znajduje się rumowisko skalne.
Kotlinę Suchego Potoku przecina żółto znakowany szlak turystyczny zwany Akademicką Percią. Tuż powyżej tej dolinki znajduje się najtrudniejsza jego część – skalne urwisko zwane Czarnym Dziobem.
Kotlina znajduje się w Babiogórskim Parku Narodowym, w granicach wsi Zawoja w województwie małopolskim, w powiecie suskim, w gminie Zawoja.

## Szlaki turystyczne
(Akademicka Perć): Skręt Ratowników – Diablak (szczyt Babiej Góry). 1 h